# Alankomaat
Alankomaat is een muziekalbum van de Nederlandse band Nits. De titel is Fins voor Nederland en geeft het enigszins exotisch klinkende karakter van de plaat weer. Na het vertrek van Martin Bakker, Peter Meuris en vooral Robert Jan Stips uit de band, was het voor de hand liggend dat het geluid van de band zou veranderen.
De twee overgebleven bandleden Henk Hofstede en Rob Kloet besloten voorlopig als duo door te gaan en in deze bezetting werd het album verspreid over 1997 opgenomen. De meeste nummers waren al door Hofstede in eind 1996 geschreven na afloop van de Nest-tournee. Hij speelde enkele van de nieuwe nummers tijdens een korte tournee door Zwitserland samen met de Zwitserse band Stop The Shoppers.
De muziek karakteriseert zich door een samenspel tussen gitaar, donker klinkende synthesizergeluiden en complexe percussie. De teksten zijn de gebruikelijke mix tussen (jeugd)herinneringen, reisimpressies en fantasieverhaaltjes. Zo is Robinson een vervolg op de film The Graduate, waarin Hofstede zich afvraagt hoe het verder is gegaan met de personages, die nu een stuk ouder zijn. Soul Man is een beschrijving van Henks Finse vriend Seppo Pietikäinen, Sister Rosa is gebaseerd op een ontmoeting met een non in Quebec City en Letter to E is een nummer dat Hofstede schreef voor de trouwerij van een Zwitserse vriend. Oorspronkelijk bevatte Robinson verschillende citaten van Paul Simon-nummers, maar het management van Simon maakte hier bezwaar tegen toen Hofstede toestemming vroeg. De teksten moesten dus herschreven worden voor het album, maar tijdens concerten zingt Hofstede de oorspronkelijke tekst.
Hofstede en Kloet hebben kort het idee gehad om ook als duo op te gaan treden, maar er werd besloten om twee nieuwe bandleden te zoeken. De keuze viel eind 1997 op Arwen Linnemann op bas en Laetitia van Krieken op toetsen. Beide dames verzorgden vervolgens nog enkele achtergrondvocalen op het nieuwe album. De tournee duurde van januari tot december 1998 en bracht de band door heel Europa. Tijdens deze tournee maakte de band voor het eerst gebruik van videoprojecties, wat sindsdien voor elke tournee in nieuwe variaties zou terugkeren.

## Musici
- Henk Hofstede – zang, gitaar banjo
- Rob Kloet – slagwerk

Gasten
- Laetitia van Krieken – achtergrondzang
- Arwen Linnemann – achtergrondzang
- Wimme Saari – joik (Samische zangstijl)

## Composities
Alle tracks door Hofstede, Kloet:
1. Sister Rosa (3:52)
2. Three Sisters (4:18)
3. Hold Me Geneva (4:32)
4. Robinson (2:44)
5. The Changing Room (4:45)
6. Louder & Louder (3:19)
7. H.O.M. (4:24)
8. All I Want (2:30)
9. The Light (4:48)
10. Rainfallagain (3:57)
11. House of Jacob (3:47)
12. Soul Man (5:45)
13. Letter to E (5:27)

### Hitlijsten
| Album met eventuele hitnotering(en) in de Nederlandse Album Top 100 | Datum van verschijnen | Datum van binnenkomst | Hoogste positie | Aantal weken | Opmerkingen |
| ------------------------------------------------------------------- | --------------------- | --------------------- | --------------- | ------------ | ----------- |
| Mega Album Top 100                                                  | 03-1998               | 21-03-1998            | 42              | 8            |             |